# Batwing (achtbaan)
Batwing is een vliegende achtbaan in het Amerikaanse attractiepark Six Flags America.

## Algemene informatie
Batwing heeft een dubbel station om het in- en uitstappen te versnellen. De achtbaan gebruikt een kettingoptakeling bevat 4 inversies waaronder een looping en 2 inline twists. Een kopie van Batwing staat in Kings Island onder de naam Firehawk.
Huidig:
Batwing ·
Firebird ·
Professor Screamore's SkyWinder · 
Ragin' Cajun ·
ROAR · 
Superman: Ride of Steel · 
The Great Chase · 
The Joker's Jinx ·
The Wild One
Verdwenen:
Python · 
The Great Alonzo's Cannonball Coaster · 
Two-Face: The Flip Side